# Панджи Тисна, И Густи Ньоман
Панджи Тисна, И Густи Ньоман (индон. I Gusti Nyoman Panji Tisna) (11. 2.1908, Сингараджа, о. Бали  – 2.6.1978, там же) – индонезийский писатель. Известен также под именем Анак Агунг Панджи Тисна (индон. Anak Agung Pandji Tisna). 

## Краткая биография
Родился на о. Бали в королевской семье, являлся наследным принцем княжества Булеленг, которое фактически было колонизовано Голландией. В 1923 г. начал учёбу в голландской школе в Батавии, изучал английский, немецкий и французские языки. Но школу не окончил – в 1924 г. его отозвали в Сингараджу и женили на дальней родственнице. В 1926 г. он занимался на курсах голландского и немецкого языков в Сурабае, но в 1927 г. снова вернулся на родину, где  по настоянию отца стал его секретарём. В 1929-1934 гг. проживал на о. Ломбок, представляя семейный бизнес, связанный с морскими перевозками.

## Литературное творчество
Одновременно начал писать первый роман «Ни Равит – торговка людьми» опубликованный в 1935 г.  Через год последовал второй роман «Сукрени – балийская девушка» (1936 г.)  . В этом же году решил отправиться в Вену для получения образования, но доехал лишь до Сингапура, откуда был вынужден вернуться из-за инфекции глаза. В 1938 г. опубликовал третий роман «Год И Свасты в Бедахулу» , основал также литературный журнал «Джатаю», в котором публиковал эссе по вопросам культуры и религии. К этому времени относится начало его дружбы с писателем Армейном Пане – редактором журнала «Пуджанга Бару» (Новый писатель). В нём, а также в сурабайском журнале «Теранг Булан» (Ясный месяц) Панджи Тисна печатал свои рассказы. В 1941 г. вышел его четвёртый роман «Деви Каруна» (1938) . В годы японской оккупации (с 1942 г.) находился под арестом, вероятно, за тесные связи с голландцами.

## Жизнь и творчество после провозглашения независимости
В 1945 году после смерти отца провозглашён индуистским королём Бали, но в 1946 году оставил трон, так как вместе с семьёй принял христианство. В 1949 г посетил Голландию и Индию. В 1951 г. был избран членом парламента Индонезии. Основал школу, библиотеку, кинотеатр. В 1957 году опубликовал последний роман «И Маде Видиади возвращается к Богу» . Скончался скоропостижно  от сердечного приступа. Похоронен по христианскому обряду. Однако в 2005 году родственники кремировали останки его тела в соответствии с индуистскими традициями.
Наибольшей популярностью пользуется его роман «Сукрени – балийская девушка», который неоднократно переиздавался после его смерти.